# بانیاکانگ
بانیاکانگ (به لاتین: Banyakang) یک منطقهٔ مسکونی در گامبیا است که در West Coast Division واقع شده‌است. بانیاکانگ ۱،۱۳۴ نفر جمعیت دارد.